# Stazione di Venzone
La stazione di Venzone è una fermata ferroviaria della linea Pontebbana posta nel comune di Venzone in provincia di Udine.

## Storia
La fermata originaria, venne aperta il 18 dicembre 1876 in contemporanea con la tratta Carnia-Gemona della linea Udine–Tarvisio. Nel 1992 a seguito del raddoppio della linea, fu costruita una nuova fermata mentre il vecchio impianto fu abbattuto poco dopo.
Inizialmente la stazione era dotata di servizi igienici e sala di aspetto, ma già negli anni 2000 i servizi sono stati eliminati.
Inoltre la biglietteria automatica, per la quale era stato già predisposto il cablaggio nel 2005, non è mai stata realizzata.

## Movimento
La stazione è servita da treni regionali svolti da Trenitalia nell'ambito del contratto di servizio stipulato con le Regioni interessate, nonché dagli autobus del servizio integrato Udine-Tarvisio e da servizi della Società Ferrovie Udine-Cividale (FUC). La fermata degli autobus si trova a 150 metri dalla stazione ferroviaria.

## Interscambi
- Fermata autobus